# Carex aschersonii
Carex aschersonii är en halvgräsart som beskrevs av Augustin Abel Hector Léveillé. Carex aschersonii ingår i släktet starrar, och familjen halvgräs. Inga underarter finns listade i Catalogue of Life.